# Lars-Göran Uddholm
Lars-Göran Uddholm, född 16 september 1951, är en svensk brandchef.
Lars-Göran Uddholm utbildade sig till brandingenjör 1977-79 på Statens brandnämnds utbildningsenhet för operativt befäl i Solna. Mellan 2010 och 2019 var han brandchef vid Södertörns brandförsvarsförbund.
Lars-Göran Uddholm förordnades den 5 augusti 2014 av Länsstyrelsen i Västmanlands län till räddningsledare för den av länsstyrelsen ledda bekämpningsinsatsen för den omfattande skogsbranden i Västmanland 2014. Han har tidigare också varit Räddningsverkets insatschef vid Sveriges generalkonsulat i Phuket i Thailand februari-mars 2005 efter tsunamin 2004 i Thailand